# Joseph Keilberth
Joseph Keilberth (ur. 19 kwietnia 1908 w Karlsruhe, zm. 20 sierpnia 1968 w Monachium) – niemiecki dyrygent.

## Życiorys
Pochodził z rodziny muzyków, jego dziadek był kapelmistrzem orkiestry wojskowej w Monachium, ojciec natomiast występował jako wiolonczelista. Od 1925 roku był korepetytorem opery w Karlsruhe, a od 1935 do 1940 roku jej dyrektorem. W latach 1940–1945 dyrygował Deutsche Philharmonische Orchester w Pradze. Od 1945 do 1950 roku był dyrektorem opery w Dreźnie. W latach 1949–1968 był pierwszym dyrygentem orkiestry Bamberger Symphoniker. Współpracował też z orkiestrą filharmoniczną w Hamburgu (1950–1959). Od 1951 roku związany był z monachijską Bayerische Staatsoper, od 1959 roku pełnił funkcję jej dyrektora muzycznego. W latach 1952–1956 dyrygował na festiwalu w Bayreuth. Zmarł na scenie, w trakcie prowadzenia przedstawienia Tristana i Izoldy w monachijskim Nationaltheater.
Zasłynął jako interpretator dzieł Richarda Straussa, Hansa Pfitznera, Maxa Regera i Paula Hindemitha. Dokonał licznych nagrań, w tym pierwszych pełnych rejestracji Wolnego strzelca Webera i Cardillaca Hindemitha.